# Umm al-Amad (As-Safira)
Umm al-Amad – wieś w Syrii, w muhafazie Aleppo, w dystrykcie As-Safira. W 2004 roku liczyła 931 mieszkańców.